# Милениум (трилогия)
Трилогията „Милениум“ е криминална поредица, чийто автор е шведският писател и журналист Стиг Ларшон. Книгите са публикувани на шведски след смъртта на Ларшон.
Основни действащи лица в сагата са разследващият журналист и редактор на списание „Милениум“ Микаел Блумквист и Лисбет Саландър, момиче-хакер с фотографска памет.

## На български език
Издадени са на български под следните заглавия:
- Милениум: Мъжете, които мразеха жените, 2009, изд. „Колибри“
- Милениум: Момичето, което си играеше с огъня, 2010, изд. „Колибри“
- Милениум: Взривената въздушна кула, 2010, изд. „Колибри“